# Ahmad Yassin
Ahmad Yassin, född 1 maj 1937 i Al-Jura i Brittiska Palestinamandatet (numera en del av Ashkelon i Israel), död 22 mars 2004 i Gaza stad på Gazaremsan, var en palestinsk islamist och grundare av Hamas, som han också var andlig ledare för. Hamas betraktas av EU och ett flertal andra länder som en terrororganisation.
Yassin var ledare i den palestinska grenen av muslimska brödraskapet när han grundade Hamas 1987, eftersom han var missnöjd med fredsprocessen med Israel och stod bakom flera självmordsattacker mot israeliska civila. Hans budskap var att området som motsvarar det gamla mandatet Palestina, vilket inkluderade Israel, är ett muslimskt land som tilldelats framtida muslimska generationer tills domedagen och att ingen arabisk ledare har rätt att ge upp någon del av området.
Han satt länge i israeliska fängelser och var både synskadad och rullstolsburen sedan barnsben.
Han dödades vid en israelisk gryningsräd i Gazaremsan 2004, när han lämnade en moske efter morgonbönen.